# Sri Chand Ram
Sri Chand Ram (ur. w 1934) – indyjski lekkoatleta (płotkarz), olimpijczyk z 1956 roku.
Podczas Letnich Igrzysk Olimpijskich 1956 wystąpił w biegu na 110 metrów przez płotki. Odpadł jednak już w pierwszej rundzie; zajął ostatnie szóste miejsce w swoim biegu eliminacyjnym (15,2 s). Wśród 24 zawodników, Chand Ram uzyskał 22. wynik.
Rekord życiowy: 110 m przez płotki – 14,4 s (1960).
W roku 1998 został laureatem nagrody Arjuna Award.